# Goalunited
Goalunited — игра, онлайновый браузерный симулятор футбольного менеджера. Разработана гамбургской фирмой northworks. В настоящее время в игре участвуют люди из 45 стран (около 2 млн человек). Каждый игрок управляет своей футбольной командой, находящейся в определённой лиге своей страны. Интерфейс игры существует на 15 различных языках, включая русский.
В 2010 году параллельно изначальной версии игры, которая теперь именуется Goalunited classic, вышла новая версия Goalunited 2011. В 2011 году параллельно версии Goalunited 2011 вышла новая версия Goalunited 2012.

## Принцип игры
После регистрации каждый игрок получает свой собственный клуб, название которому может придумать сам. Команда попадает сначала в самую низшую лигу своей страны и задача менеджера заключается в том, чтобы привести свою команду к успеху. В его руках находится полное управление клубом, как финансовое (обслуживание спортивного комплекса и расширение инфраструктуры, заключение договоров, продажа и покупка игроков и т. д.), так и спортивное (установка тактической схемы на матчи, тренировочный процесс, развитие молодёжи и многое другое).
Наибольшее количество клубов в Goalunited 2011 насчитывает Германия (в общей сложности в 9 уровнях лиг), за ней следуют Турция в 13 уровнях, Польша в 9 уровнях. Испания, Италия, Франция, насчитывают по 8 уровней. Далее идут Вьетнам, Португалия, Аргентина, Чехия, Румыния, Португалия, ,Греция, Россия, и Бразилия по 7 уровней. Австрия, Бельгия, Швейцария,Интернациональная Украина и Словакия представляют свои команды в 5 уровнях. Все остальные страны имеют меньше 5 уровней лиг.
Каждая лига в Goalunited состоит из 12 команд. В общей сложности каждая команда проводит за сезон 22 матча, которые проходят два раза в неделю. Кроме того, по понедельникам проводятся матчи кубка страны. Все матчи можно смотреть вживую в виде текстового репортажа, причём матчи длятся реально 90 минут. В конце сезона команды, занявшие в своих лигах первые места, выходят напрямую в вышестоящий дивизион, а команды, занявшие вторые места, борются между собой в матчах плей-офф за право играть уровнем выше. Также команды занявшие 7-8 места борются в матчах плей-офф за право остаться в этом уровне лиги. 9-12 места напрямую вылетают в низшую лигу.
Игроков-менеджеров (и, соответственно, клубов) — не счесть. В условиях жёсткой конкуренции необходимо особое внимание уделить трём основополагающим понятиям футбольного менеджмента — строительству спортивного комплекса, работе со спонсорами, трансферной политике.

## Русифицированная версия
Игра полностью переведена на русский язык и описание её функций постоянно пополняется новой информацией.
Русскоязычный сегмент не входит в число самых крупных в игре, так как игра не так давно стала известна в русскоязычных кругах.

## Чемпионаты и кубки
Один сезон в Goalunited 2011 длится 12 недель. Таким образом, за один календарный год проводится 4,5 сезона. Каждый сезон среди команд первой лиги страны выявляется чемпион. Кроме того, начиная со второго сезона, проводится кубок страны, в котором участвуют все команды первых шести уровней лиг (13650 команд).

## Финансирование
Финансирование игры происходит частично за счёт платных Премиум-Аккаунтов, которые не дают игровых преимуществ, но позволяют использовать некоторые функции, добавляющие игре дополнительный интерес. К числу таких функций относятся, например: изображение лиц игроков, дополнительная статистическая информация, возможность загрузить собственную эмблему для своего клуба, участие в дополнительных соревнованиях (так называемых United-кубках и United-лигах) и многое другое.
Ещё одним видом финансирования является реклама. Каждый клуб может заключить договор со спонсором, названия и логотипы которых, принадлежат зачастую именитым фирмам, как например: McDonalds или Adidas. Простым нажатием на логотип спонсора можно непосредственно оказаться на веб-сайте этой фирмы.
В отличие от классической версии игры в Goalunited 2011 можно купить некоторые игровые преимущества (Например, ускорить постройки и ремонт зданий или ускорить тренировочный процесс тактик) за реальные деньги. При этом используется принцип коллекционных карточных игр.

## Публикации
- Die Seite wurde nicht gefunden (нем.)
- Browserspiel des Jahres 2006: Die Gewinner (нем.)